# Сівйолов Йосип Тимофійович
Сівйолов Йосип Тимофійович народився 17 липня 1929 року в селянській сім'ї в місті Красилові, поляк. Дитинство було нелегким, як і в більшості його однолітків. Закінчив середню школу без відриву від виробництва. Трудову діяльність розпочав у 1944 р. на Красилівському цукровому заводі. У 1961 році за путівкою тресту був переведений на посаду токаря новозбудованого Кам'янець-Подільського цукрового заводу, де пропрацював до 1996 р. За досить короткий термін роботи йому було присвоєно 7- ий розряд токаря. Особисті виробничі завдання постійно виконував на 150–170 відсотків. Досвід роботи Й. Т.Сівйолова у 60-90-і роки став надбанням цукровиків не тільки в області, а й в Україні, Радянському Союзі та за кордоном.
У складі делегації Хмельниччини він неодноразово представляв виробничників області в Болгарії, а в 1973 році у службових відрядженнях побував в Індії та Непалі.
Обирався депутатом районної ради, неодноразово був членом райкому та обкому КПУ, очолював заводську групу народного контролю.
у 1971 році отримав звання Героя Соціалістичної праці. Нагороджений орденами Леніна, двома орденами Трудового Червоного Прапора, медалями, в тому числі Болгарської Народної Республіки. Був занесений в Книгу Трудової Слави Міністерства харчової промисловості СРСР і республіканську Книгу Трудової доблесті.
Помер 28 березня 2009 року.